# Дахлак (острів)
Дахла́к (Дахлак-Кебір; араб. دهلك) — острів в Червоному морі в архіпелазі Дахлак, належить Еритреї, адміністративно належить до району Дахлак регіону Семіен-Кей-Бахрі.

## Географія
Острів є найбільшим з архіпелагу, розташований у центрі. Між островом і материком міститься прохід Массава Південний з островом Шумма. Острів має неправильну форму, утворену трьома вузькими півостровами: найбільший на півночі (ширина в основі — 7,5 км, у вершині — 10 км, на кінці розділяється ще на 4 менші півострови), найдовший на сході (довжина — 30 км, ширина 4,5-7,5 км, на кінці має 2 менших півострови), найменший на заході (довжина — 10,5 км, ширина — 5,5 км). Висота острова коливається від 43 м в центрі, 48 м на західному півострові, 54 м на північному та 123 м на західному. На центральному сході в бухті знаходиться острів Ерва, відокремлений водами шириною всього 400–500 м. На заході між півостровами виділяються бухти Губбет-Ентату з меншою Кор-Унд-Абі та Губбет-Мус-Нефіт з меншою Кор-Амрак. З усіх боків острів облямований піщаними мілинами та кораловими рифами.

### Миси
- на східному півострові — Рас-Шока (крайня східна точка), Рас-Уплалі (крайня південна точка), Рас-Тноба;
- на північному півострові — Рас-Куссум (відокремлений від основної частини острова вузькою протокою), Рас-Кобаала, Рас-Дофуевр, Рас-Ар-Ар (крайня західна точка);
- на західному півострові — Рас-Малькомма, Рас-Камбіт.

## Населені пункти
На острові розташоване містечко Джимхіл (Джембелі; адміністративний центр) та селища Дахлак-Кубарі, Кумбейба, Аракат, Куббані, Ду-Беллу, Амарег, Мемла.